# عبدالمجید امیر
عبدالمجید امیر (انگلیسی: Abdel Meguid Amir؛ زادهٔ ۱۸ ژوئن ۱۹۶۱) بازیکن بسکتبال اهل مصر بود.